# One Nite in Mongkok
One Nite in Mongkok (旺角黑夜, Wong gok hak yau) est un film hongkongais réalisé par Derek Yee, sorti en 2004.
C'est la suite de Double Tap (2000) et il est suivi par Shooters (2010).

## Synopsis
Il s'agit d'un incident qui a commencé depuis que les deux gangs de gangsters se sont battus en guerre de gang et cela entraîne la mort accidentelle d'une victime qui est le fils de l'un des patrons.

## Fiche technique
- Titre : One Nite in Mongkok
- Titre original : 旺角黑夜 (Wong gok hak yau)
- Réalisation : Derek Yee
- Scénario : Derek Yee
- Pays d'origine : Hong Kong
- Format : Couleurs - 2,35:1 - Dolby Digital - 35 mm
- Genre : Drame, film de gangsters
- Durée : 110 minutes
- Date de sortie : 2004

## Distribution
- Cecilia Cheung : Dandan
- Daniel Wu : Lai-fu
- Alex Fong : Milo
- Anson Leung : Ben
- Chin Kar-lok : Brandon
- Cha Chuen-yee : chef de l'unité anti-vice
- Alexander Chan : Wah
- Monica Chan : femme de Milo
- Che Biu-law : Shitty Kong
- Henry Fong : Carl
- Christie Fung : Sue
- Cynthia Ho : Jane
- Elena Kong : femme dans la boite de nuit
- Lam Suet : Liu
- Redbean Lau : femme de Liu
- Lau Shek-yin : Fatty - patron de la boite de nuit
- Sam Lee : Franky
- Ng Shui-ting : Kinson
- Paw Hee-ching : Volunteer Helper at Sue's home
- Peng Wai-on : Tiger
- Limin Sun : Tim
- Austin Wai : supérieur de Milo
- Ken Wong : Wilson